# 1986년 삼성 라이온즈 시즌
1986년 삼성 라이온즈 시즌은 삼성 라이온즈가 KBO 리그에 참가한 5번째 시즌으로, 김영덕 감독이 팀을 이끈 마지막 시즌이다.
장효조가 주장을 맡았으며, 팀은 전기리그 1위를 기록한 덕에 후기리그에서 4위에 그쳤음에도 불구하고 포스트시즌에 진출했다.
다만 후기리그에서도 OB, 해태, MBC와의 치열한 선두 다툼 끝에 4위를 기록한 것이라 승률 차가 크지 않았고, 전기리그에서 승수를 쌓아둔 덕에 시즌 전체로 보면 승률 1위였다.
그러나 한국시리즈에 직행하기 위해서는 전기리그와 후기리그에서 모두 2위 안에 들어야 한다는 규칙이 생긴 탓에 전기리그와 후기리그에서 모두 2위를 기록한 해태 타이거즈가 통합 승률 2위임에도 불구하고 한국시리즈에 직행했고, 삼성은 플레이오프부터 치르게 되었다.
이후 삼성은 플레이오프에서 OB 베어스를 3승 2패로 꺾고 한국시리즈에 진출했으나, 해태 타이거즈에게 1승 4패로 패배하면서 통합 준우승을 기록했다.
한편, 외환사정 악화 탓인지 마산에서 전지훈련을 했는데 1983년부터 홈런-타점 2관왕을 차지한 이만수가 전지훈련 도중 허리를 다쳐  시범경기에 출전하지 못했으며  5월 6일 대구 해태전에서 4번 지명타자로 선발출전하여 처음 경기에 나섰지만 삼진 3개 등 4타수 무안타로 부진을 면치 못했고  급기야 후기리그 초반 또다시 허리부상을 당해 한동안 결장했으며 결국 8월 2일 대구 해태전부터 재출장했고 1달 뒤인 9월 2일 빙그레전에서 1회말 선두타자 초구홈런을 쳐 최초 100호 홈런 선수가 됐으나 5회말 데드볼로 왼쪽 복숭아뼈를 맞아 교체되어 한동안 경기에 나서지 못하여   규정타석도 채우지 못한 데다(59경기 239타석 212타수 68안타) 3년 연속으로 차지한 홈런,타점왕 타이틀도 내놓아야 했다.
게다가, 1984년(15선발승)부터 2년 연속 최다 선발승(21선발승) 타이틀을 차지한 김시진이 전년도 통합 우승을 차지하기 위해 무리하게 등판한 탓인지 16선발승(2위)으로 추락했고 전년도 20선발승으로 선발승 2위에 랭크된 김일융이 당뇨병 의혹 때문에  5월 24일 광주 해태전 이후 한동안 결장하는 등 13선발승으로 추락했으며 전년도 14선발승으로 선발승 3위를 기록한 황규봉이 팔꿈치 부상에 시달려 3선발승으로 추락했고 유백만 코치의 MBC 이적 때문에   투수코치 부재로 어려움을 겪어오기도 했다.

## 타이틀
- KBO 골든글러브: 이만수 (포수), 김성래 (2루수), 장효조 (외야수)
- 올스타 선발: 이만수 (포수), 정현발 (외야수), 장효조 (외야수)
- 올스타전 추천선수: 김시진, 김성래, 김용국
- 컴투스프로야구 80년대 삼성 라이온즈 라인업: 진동한 (중계투수)
- 출장(타자): 김용국 (108)
- 볼넷: 장효조 (59)
- 고의4구: 장효조 (7)
- 희생플라이: 김용국 (9)
- 타율: 장효조 (0.329)
- 출루율: 장효조 (0.436)
- OPS: 장효조 (0.903)

## 선수단
- 선발투수 : 김시진, 성준, 김일융, 양일환, 황규봉
- 구원투수 : 김훈기, 권기홍
- 마무리투수 : 권영호, 진동한, 전용권, 송진호, 박동경, 김준희
- 포수 : 이만수, 손상득, 이성근, 송일수
- 1루수 : 이종두, 함학수, 홍순호
- 2루수 : 김성래, 배대웅
- 유격수 : 오대석
- 3루수 : 김근석, 김용국
- 좌익수 : 장효조,  정성룡, 홍승규
- 중견수 : 장태수, 정현발, 김이수
- 우익수 : 허규옥, 구윤
- 지명타자 : 이해창, 박승호, 최무영, 정진호, 김동재

## 여담
- 팀은 구단 사상 최초로 시범경기 1위를 차지했다.
- 김일융은 통산 8완봉으로 KBO 리그 역대 용병 투수 통산 최다 완봉 기록을 세웠다.
- 이만수는 KBO 리그 사상 최초로 통산 100홈런을 달성했다.
- 김일융은 이 시즌 단 한 번의 구원 등판 없이 선발로만 등판하면서 규정 이닝을 채운 KBO 리그 사상 첫 투수가 되었다.
- 김일융은 통산 WAR 15.01로 KBO 리그 용병 투수 1980년대 통산 최고 기록 겸 20세기 통산 최고 기록을 세웠다.
- 이 시즌 삼성 라이온즈는 청보 핀토스를 상대로 17승 1패를 기록해 KBO 리그 역대 단일 시즌 특정 팀 상대 최다승 기록을 세웠다.
- 송일수는 이 시즌 WAR -0.45에 그쳐 KBO 리그 역대 용병 포수 중 단일 시즌 최저 기록, 1980년대 KBO 리그 용병 타자 최저 기록을 세웠다.
- 팀은 OB 베어스와 KBO 리그 사상 최초의 플레이오프를 치렀고, 1차전에서 승리하여 KBO 플레이오프의 첫 승리 팀이 되었으며, 최종적으로 한국시리즈에도 진출했다. 1차전의 승리투수 김일융이 KBO 플레이오프의 1호 등판 투수 겸 승리투수가 되었다.
- 이 시즌 팀은 29개의 사구만 내줘 역대 단일 시즌 팀 최소 사구 허용 기록을 세웠다.
- 장효조는 포스트시즌에서 병살타 4개를 쳐 KBO 리그 역대 단일 포스트시즌 최다 병살타 기록을 세웠다.
- 김시진은 포스트시즌에서 총 4경기에 출장했으나 4패를 당해 KBO 리그 역대 단일 포스트시즌 최다패 기록을 세웠다.
- 권영호는 KBO 포스트시즌 사상 최초로 통산 10경기 등판 투수가 되었다.
- 김일융(13선발승) 성준(13선발승) 권영호(6선발승) 이들 세 명의 좌완투수가 2선발승 이상 기록했으나 1989년 OB(이진 3선발승 구동우 2선발승 윤석환 2선발승) 1993년 태평양(최창호 7선발승 김홍집 6선발승 나성열 2선발승)에 의해 타이가 됐지만 1996년 삼성(전병호 4선발승 김태한 4선발승 최한림 2선발승 성준 2선발승)이 한 시즌 단일 팀 좌완투수 2선발승 이상 최다 배출 기록을 깼으나 2009년 히어로즈(이현승 13선발승 마일영 4선발승 장원삼 4선발승 강윤구 2선발승) 2012년 LG(주키치 11선발승 신재웅 5선발승 이승우 2선발승 최성우 2선발승)에 의해 타이 기록이 됐지만 2015년 두산(유희관 18선발승 장원준 12선발승 이현호 4선발승 진야곱 3선발승 허준혁 3선발승)에[9] 의해 깨졌다.
- 김일융은 이 시즌을 끝으로 KBO 리그를 떠나 KBO 리그 용병 투수 통산 포스트시즌 최다승(6) 기록을 세웠다.